# Castianeira longipalpa
Castianeira longipalpa là một loài nhện trong họ Corinnidae.
Loài này thuộc chi Castianeira. Castianeira longipalpa được Nicholas Marcellus Hentz miêu tả năm 1847.